# Doussn'Gouni
Doussn'Gouni is een muziekinstrument uit West Afrika. Het bestaat uit een harpachtige constructie met zes snaren van nylon of darm op een klankkast van kalebas; bijeengehouden door geitenhuid. Het is een variant van de Sinding.